# Richard Weiner
Richard Weiner (6. listopadu 1884 Písek – 3. ledna 1937 Praha) byl český básník, prozaik a publicista, v jehož tvorbě jsou nejvýraznějšími prvky rysy expresionismu.

## Biografie
V roce 1902 vystudoval gymnázium a o čtyři roky později chemii – obor pivovarnictví, před nímž však záhy dal přednost literatuře. Pracoval jako chemik lihovaru v Pardubicích (1908–1909), v soukromé zkušební laboratoři ve Freisingu (1909) a v továrně v Allachu (1910–1911). V letech 1912–1914 byl pařížským dopisovatelem novin Samostatnost. Za první světové války prošel mobilizací (bojoval v oblasti Srbska), ale roku 1915 musel být z vojenské služby propuštěn pro nervový kolaps. Po skončení války v roce 1918 se začal orientovat na publicistickou činnost, nejprve v redakci Lidových novin, rok poté jako jejich dopisovatel z Paříže (1919–1937). Od roku 1927 byl členem skupiny Le Grand Jeu. Další sbírky vydal až na konci dvacátých let.
Z Paříže psal fejetony, politické články i recenze děl francouzské literatury. Dlouhodobý pobyt ve Francii a kontakt s tamními umělci měl výrazný vliv na charakter jeho tvorby.
Weiner – básník je považován za jednoho z výrazově nejkomplikovanějších autorů české literatury. Vlivy v jeho poezii zahrnují odkazy na lidové říkanky, formy českého barokního básnictví (Bedřich Bridel, Adam Václav Michna z Otradovic), experimenty s jazykem v českém národním obrození (František Ladislav Čelakovský), stejně tak jako mají svůj obsahový zdroj v českém symbolismu (Otokar Březina, Otakar Theer), aby posléze Weiner přejímal řadu podnětů i z novější francouzské literatury (Guillaume Apollinaire, Le Grand jeu). Velkým tématem Weinerovy poezie je téma mystiků: dobrovolné přijetí břímě neuvědomělé viny a trestu za ni. Je možné, že toto vyplývalo i z Weinerovy trojí cizoty ve světě – cizoty Žida (zřeknuvšího se navíc své víry), cizoty homosexuála a cizoty emigranta.
Weiner, nazvaný Václavem Černým „Janem Křtitelem české moderní poezie“ přitom ve svých sbírkách dlouho o pozici výsostného básníka bojoval. Jeho rané sbírky jsou spíš dokladem hledání výrazu a až na výjimky jednotlivých čísel nejsou dodnes považovány za rovnocenné jeho vrcholným sbírkám z dvacátých let. Kromě toho je třeba zdůraznit, že i tyto jsou natolik výrazově složité, že se nikdy nestaly učebnicovými, ani hojně citovanými, ani masově oblíbenými. Přitom například básnická skladba Mezopotámie snese srovnání s největšími poémami české literatury 20. století.
V próze dozrál Weiner rychleji, jeho expresionistické povídkové sbírky Lítice a Škleb patří dodnes mezi nejčtenější součást jeho odkazu. Podnětem pro jejich napsání byla Weinerova přímá zkušenost z první světové války, zaznamenaná úzkost se v nich vyvíjí v odcizení od reálného světa, v jehož vidění autorem se mísí realita a halucinace.
Weinerovy pozdní prózy jsou opět ovlivněné tvorbou o generaci mladších autorů surrealistické frakce Le Grand jeu a byly oceněny až generací Nového románu. Řadí se na čestné místo české experimentální prózy například vedle díla Milady Součkové.
Zemřel roku 1937 a byl pohřben na píseckém židovském hřbitově. Po jeho zrušení byl náhrobek roku 1973 přenesen na písecký lesní hřbitov.

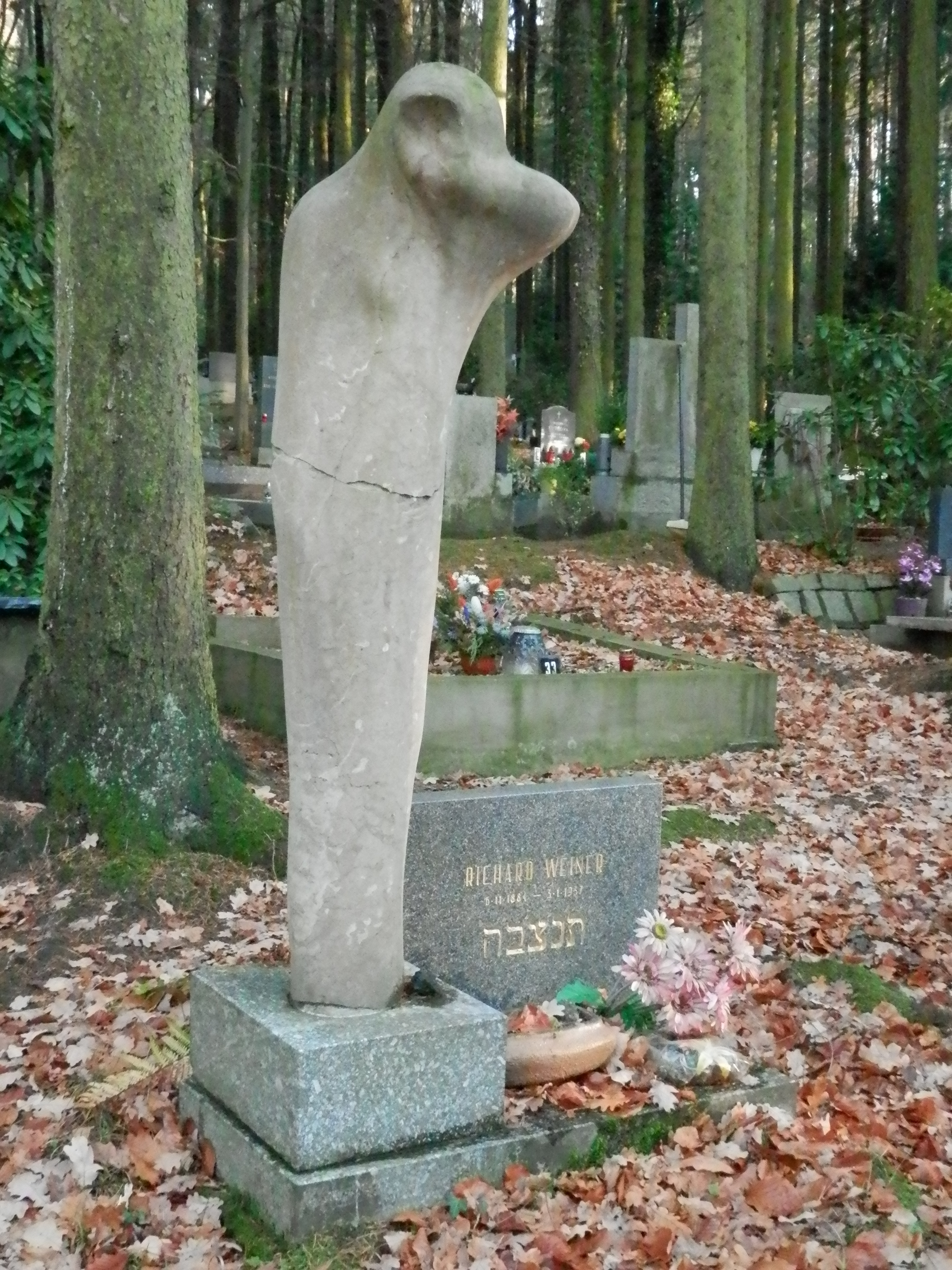
Hrob básníka na Lesním hřbitově v Písku

Ve své době zůstal českými čtenáři nedoceněn, jeho vliv na další generace českých básníků byl však mimořádný, od Jiřího Ortena přes Jiřího Koláře až po Ivana Slavíka[zdroj⁠?!].

## Dílo
- básnické sbírky Pták, 1913, a Usměvavé odříkání, 1916 – pod vlivem Karla Čapka a jiných ještě s prvky vitalismu
- Netečný divák, 1917 – prozaický knižní debut – soubor povídek – a zároveň obrat k výrazně úzkostnějšímu pohledu na svět
- Rozcestí, 1918 – básnická sbírka
- Lítice, 1918 – velmi známá expresionistická povídková sbírka, psaná pod vlivem válečných zážitků a traumat
- Škleb, 1919 – další známý povídkový soubor (např. povídka Prázdná židle)
- Mnoho nocí, 1928 – básnická sbírka, patrně nejkomplikovanější Weinerovy texty
- Zátiší s kulichem, herbářem a kostkami, 1929 – básnická sbírka obsahující několik kratších próz[3]
- Mezopotamie, 1930 – poéma, oproti předešlým dvěma sbírkám zde Weiner více následuje poetiku G. Apollinaira, případně poetismu. Závěrečné básnické gesto jeho života je až františkánskyu oproštěné, význam básně směřuje ke zřeknutí se sebe sama a přijetí běžné reality za svou.
- Lazebník, 1929 – povídkový soubor; obsahuje povídku Ela (popis několikerého potkávání jedné ženy v různých rolích) - nelze poznat, co je pravda; často zasahuje vypravěč
- Hra doopravdy, 1934 – dvojice delších próz "Hra na čtvrcení" a "Hra na čest za oplátku". Weiner se zde dostává na hranici abstrakce a filosofického textu

### Ukázka díla
Richard Weiner
(z Mnoha nocí)
| Prasklá kde duha se klene nad vlastní radostí tam kouzelná je země, kde boží dvořanstvo dlí. A jak by tam jiný pobyl, když ti jen dospějou, kdo vyhladit znali rozdíl mezi vinou a zásluhou? Žádná tam nesvítí hvězda na cestu k Betlému. (Rým ten by: Radosten hvízdá slepý kos tam slepému. Rým povinný velí však: Cizá jímá mě úzkost a bdí, počínáť strmá jízda k výsostem šílenství.) Zkušení vůdcové, vari! Bojím se vašich věd. Vy byste namíchali v pokrmy moje jed. |  | A já bych už nerozuměl, proč v oné zemi – jak dí – každý kdo našel svůj úděl, ho polekán opouští, a schválně se oslepiv, zkouší po vodách kráčeti, a vystříhaje se souší pevninu najíti. A proč tam prasklé srdce přístřeškem nejlepším, proč nejmoudřejším rádcem, koho nejvíc je konejšit. Bolest proč právem lénním, milostí velikou, u věčném nad bohem bdění oddechem, přestávkou. Jakoby píšťaly varhan duní sousoší korálů, a chvalozpěvů orkán strh klenbu azuru. |  | Útočnou spirálou kouří těhotná ornice a libí andělé krouží, v bouřky se měníce. Prchlivé blesky píší věčnou tam kroniku osudných tragédií bez herců, bez svědků. Osudných tragédií, kde zhroucení otálí, jež sveřepě z temna žijí, kam zatkly svou tlapu pardalí. Toho jsoucna zatvrzelého, jež Minerva marně proklela! Ó slova zapřeného čirosti klamně zšeřelá! Rozvorem těžké brány (zaskříply rezavé veřeje) k sýpkám kde nastřádány sudby, hrnou se peřeje. |  | Beránčím rounem pění, a muži spěchají, za ranních kuropění tu pěnu sbírají. A obětavé ženy časně si přivstaly a kouzelnou tu vlnu ruče spřádají. A kdo se v šat ten oděl, nic ho už netrápí, a kdo se v šat ten oděl, hoří závratí. Matka tam robátko hýčká a ví, že to dítě milené, na jehož zavřená víčka pálá špice tvorného plamene, ji nepozná, až se vzbudí, a ona, že ho už nepozná, těsněj je k sobě tulí, sedmiradostná, vítězná, |  | a s mramorovou tváří uštknutí vzývá blažené, jež lidská srdce sváří v jediné, andělsky kamenné. V té zemi korálové, v té modré zemi šílené, kde po tichých vodách plove vypleté býlí naděje. |

### Články o umění
- Italští futuristé, Pokroková revue 8, 1911–12, s. 117–121
- Měšťák mezi básníky (Watteau-Boucher-Fragonard), Volné směry 16, 1912, s. 305–307
- Podzimní salon, Volné směry 17, 1913, s. 29–30
- Podzimní salon, Volné směry 18, 1915, s. 89–91
- Gustave Courbet, Volné směry 18, 1915, s. 163–195
- Jan Zrzavý: (K jeho výstavě u Topiče, 7.–30. září), Lidové noviny, 1918/09/17, 255, 26, s. 1–2
- Vzpomínka na Gutfreunda, Volné směry 25, 1927–28, s. 172–176
- Gutfreund 1889–1927, Praha 1928 (et al.)
- Malíř Albín Diviš..., Lidové noviny 1932/12/04, s. 9
- Návštěvou u nového Františka Kupky, Výtvarné umění 15, 1965, s. 367–371
- Dalibor Chatrný, Unie výtvarných umělců ústecké oblasti, Ústí nad Labem 1995 (s Jiřím Valochem)
- O umění a lidech (Spisy R.W. 4) Praha 2002